# Octacnemus zarcoi
Octacnemus zarcoi är en sjöpungsart som beskrevs av Monniot 1984. Octacnemus zarcoi ingår i släktet Octacnemus och familjen Octacnemidae. Inga underarter finns listade i Catalogue of Life.